# Усманка (Кемеровская область)
Усманка — село в Чебулинском районе Кемеровской области. Административный центр Усманского сельского поселения.

## География
Центральная часть населённого пункта расположена на высоте 186 м над уровнем моря.

## Население
| 2010 |
| ---- |
| 772  |

### Половой состав
По данным Всероссийской переписи населения 2010 года, в селе Усманка проживало 772 человека (373 мужчины, 399 женщин).